# Рамингштайн
Ра́мингштайн (нем. Ramingstein) — коммуна (нем. Gemeinde) в Австрии, в федеральной земле Зальцбург.
Входит в состав округа Тамсвег. Население составляет 1338 человек (на 31 декабря 2005 года). Занимает площадь 94,13 км².

## Достопримечательности
- Финстергрюн — замковый комплекс, в настоящее время используется как молодёжный досуговый центр.

## Политическая ситуация
Бургомистр коммуны — Франц Винклер (СДПА) по результатам выборов 2004 года.
Совет представителей коммуны (нем. Gemeinderat) состоит из 13 мест.
- СДПА занимает 7 мест.
- АНП занимает 5 мест.
- АПС занимает 1 место.